# カラシュ＝セヴェリン県
カラシュ＝セヴェリン県 （カラシュ＝セヴェリンけん、ルーマニア語：Judeţul Caraş-Severin、発音：'ka.raʃ se.ve.'rin、セルビア語：Караш Северин、クロアチア語：Karaš-Severin、ハンガリー語: Krassó-Szörény、ブルガリア語：Караш-Северин）は、ルーマニアの県。バナト地方にあり、県都はレシツァ。東はフネドアラ県とゴルジュ県、北はティミシュ県、南はメヘディンツィ県、南西はセルビアのヴォイヴォディナ自治州と接する。

## 人口統計
人口は246,588人（2021年国勢調査）。民族構成はルーマニア人が195,703人、ロマ人が5,311人、クロアチア人が4,567人、セルビア人が3,408人、ウクライナ人が1,502人、ハンガリー人が1,424人、ドイツ人が1,364人など。
| 年   | 人口    |
| ---- | ------- |
| 1948 | 302,254 |
| 1956 | 327,787 |
| 1966 | 358,726 |
| 1977 | 385,577 |
| 1992 | 376,347 |
| 2002 | 333,219 |
| 2011 | 274,277 |
| 2021 | 246,588 |

## 地理
県の面積は8,514平方キロメートルであり、国内でティミシュ県、スチャヴァ県に次いで三番目に広い。ドナウ川がルーマニアに入る地点でもある。
県の67%を南カルパチア山系のバナト山脈（Banat）、ツァルク＝ゴデアヌ山脈（Ţarcu-Godeanu）、チェルネイ山脈（Cernei）など600メートルから2100メートルの山地が占める。県の西部には、山地とバナト平原の変わり目の丘陵がある。
セルビア国境のバジアシュ（Baziaş）近辺でドナウ川がルーマニアへ入る。ティミシュ川（Timiş）、チェルナ川（Cerna）、ネラ川（Nera）が県内を流れ、いくつかが広い谷と峡谷を通過する。

## 歴史と経済
1718年に県はハプスブルク家支配下に入り、バナトという地方に組み込まれた。県都レシツァは1771年に建設され、オーストリア支配時代に近代産業都市に成長した。この地域は鉱業のために注目を集めてきた。1855年、鉱床と材木資源の供給できるバナト地方全体がオーストリア帝国大蔵省から、オーストリア＝フランスの鉱業・鉄道会社StEGへ移管された。StEGはルーマニア最初の鉄道線、オラヴィツァ・バジアシュ鉄道を建設した。
第一次世界大戦後、StEG及びバナト地方、オーストリア帝国の資産の大半がUDRという会社へ継承された。第二次世界大戦後、共産主義体制がルーマニアで確立すると、鉱業の国有化が推進されて一帯ではすさまじい社会変動がもたらされた。

## 観光
考古学的発見から、この地域に旧石器時代から人が住んでいたことがわかっている。レシツァの県歴史博物館では、太古の加工品を展示し、オクナ・デ・フィエル（Ocna de Fier）のコンスタンティン・グルイェスク鉱物学博物館でも展示が見られる。
- ケイレ・ネレイ（Cheile Nerei）  -　ベウシンタ国立公園（Beuşinta）
- セメニク（Semenic） - ケイレ・カラシュルイ国立公園（Cheile Caraşului）
- ドモグレド（Domogled）　-　ヴァレア・チェルネイ国立公園（Valea Cernei）
- 鉄門国立公園

## 行政区画
カラシュ・セヴェリン県は2つの都市、6つの町、69の基礎自治体からなる。

### 主な都市
- レシツァ
- カランセベシュ（Caransebeş）